# Hemithyrsocera rubronigra
Hemithyrsocera rubronigra är en kackerlacksart som först beskrevs av Hanitsch 1923.  Hemithyrsocera rubronigra ingår i släktet Hemithyrsocera och familjen småkackerlackor. Inga underarter finns listade i Catalogue of Life.